# Natanaël (Bijbel)
In het Nieuwe Testament is Natanaël (van het Hebreeuwse: נתנאל, Netanʾel, "God heeft gegeven") een Galileeër die door Jezus werd geroepen als een van de eerste discipelen (Johannes 1:45-50). Hij wordt alleen genoemd in het evangelie volgens Johannes en ontbreekt in de synoptische evangeliën.

## Verhaal
In Johannes wordt van de eerste leerlingen van Jezus het beeld geschetst dat zij zich na hun roeping direct richtten tot hun familie en vrienden om Jezus ook te volgen. Zo wordt Natanaël in Johannes geïntroduceerd als vriend van Filippus, die tegen Natanaël zei: "We hebben de man gevonden over wie Mozes in de wet geschreven heeft en over wie ook de profeten spreken: Jezus, de zoon van Jozef, uit Nazaret!" (Johannes 1:45-50).
Natanaël wordt beschreven als aanvankelijk skeptisch of de Messias wel uit Nazaret zou kunnen komen: "Uit Nazaret? ... Kan daar iets goed vandaan komen?" Niettemin accepteerde hij Filippus' uitnodiging en ging mee naar Jezus. Toen deze Natanaël zag aankomen, zei hij: "Dit is nu een echte Israëliet, een mens zonder bedrog". Natanaël vroeg waar Jezus hem van kende. Jezus zei dat hij Natanaël al had gezien zitten voordat Filippus hem riep toen hij 'onder de vijgeboom' zat. Deze uitdrukking wordt door sommige commentators gezien als een Joodse troop die het bestuderen van de Thora betekent. Natanaël erkende Jezus vervolgens als "de Zoon van God" en "de koning van Israël" (Johannes 1:45-50).
Tegen het einde van het Johannesevangelie verschijnt Natanaël weer, als een van de leerlingen aan wie Jezus na zijn opstanding verscheen bij het Meer van Tiberias (Johannes 21:2).

## Identificatie
Er zijn verschillende pogingen gedaan om Natanaël te identificeren met een van de twaalf apostelen uit de synoptische evangeliën of met andere Bijbelse personen. Dit blijft echter speculatief:
- Traditioneel wordt Natanaël geïdentificeerd met Bartolomeüs, die in de opsomming van de apostelen in Handelingen 1:13 wordt genoemd en in de synoptische evangeliën, waar hij volgt op Filippus (Matteüs 10:3; Marcus 3:18; Lucas 6:14) zoals in Johannes de naam Natanaël. Natanaël zou dan zijn voornaam zijn geweest en Bar-Tolmai de aanduiding van zijn familieherkomst. Tegenwoordig wordt deze optie door de meeste commentators verworpen.[3][4]
- David Catchpole suggereerde dat Natanaël de de leerling van wie Jezus veel hield zou kunnen zijn.[5] In de kerktraditie werd deze leerling met Johannes de apostel geïdentificeerd.
- Natanaël wordt aan het begin van het evangelie genoemd. Zijn vermelding gaat vooraf aan de bruiloft te Kana, dat mogelijk zijn thuis was (Johannes 21:2). Het is daarom niet onmogelijk dat hij de bruidegom was voor wie Jezus water in wijn veranderde.
- Anderen suggereren dat Natanaël geen bijnaam was van Jakobus de Rechtvaardige. Dan zou Natanaël een broer zijn geweest van Jezus. De wijze waarop Filippus Jezus aankondigde, namelijk als "Jezus, de zoon van Jozef, uit Nazaret" (Johannes 1:45-50) lijkt dat te weerspreken.